# René Duverger
René Duverger (n. 30 ianuarie 1911, Paris, Île-de-France, Franța – d. 16 august 1983, Caen, Franța) a fost un halterofil ce a reprezentat Franța, medaliat olimpic. A participat la o ediție a Jocurilor Olimpice (1932) în care a câștigat o medalie de aur.

## Participări
Lista de mai jos prezintă principalele competiții la care a participat René Duverger de-a lungul carierei.
- weightlifting at the 1932 Summer Olympics – men's 67.5 kg[*]